# Indigo (álbum de Diego González)
Indigo é o terceiro álbum de estúdio do cantor mexicano Diego González, e o segundo em espanhol.
O álbum foi lançado pela EMI Music em 25 de Março de 2008.
O primeiro single do álbum é a canção pop "Perdido En Ti", que tem uma versão em inglês chamado de "Losing Me", também incluído no CD. Lançado em janeiro de 2008 os dois.
A canção "Como Me Amarias" também contém uma versão em inglês, intituladda "Show Me The Ways".
O terceiro vídeo clipe-single do álbum, "Millón de años", só foi lançado oito meses depois do primeiro, em setembro de 2008, o motivo pelo qual, quatro meses entre os dois vídeo clipes, em maio de 2008, Diego lançou um single novo, intitulado "Aquí voy", lançado como nova música e sem vídeo clipe.

## Faixas
1. "Como Me Amarías"
2. "Por Qué No Miran Lo Que Yo"
3. "Juntos"
4. "Perdido en ti"
5. "Me Gustas Mucho"
6. "Millón de años"
7. "Canción De Amor"
8. "Tres Minutos"
9. "Sobrenatural"
10. "Como Hacer Sufrir"
11. "16 Oz"
12. "Losing Me" (versão em inglês de Perdido En Ti)
13. "Show Me The Ways" (versão em inglês de Como Me Amarias)

## Videografia
O álbum provoveu até o momento 3 vídeo clipe-single. Perdido en ti e Losing Me que são versionadas uma da outra, que ambas ganharam um vídeo clipe cada. E Millón de años.

## Certificação

### Vendas e certificações
| País / Certificadora | Certificação | Vendas |
| -------------------- | ------------ | ------ |
| México AMPROFON      | Ouro         | 30,000 |